# 柏法茨E單翼戰鬥機
柏法茨E單翼戰鬥機是在第一次世界大戰前由德國柏法茨飛機公司(德文:Pfalz Flugzeugwerke)獲得受權生產的法國莫蘭-索尼耶H單翼機，無獨有偶，當時另一種德國戰鬥機福克E單翼戰鬥機也同樣是法國莫蘭-索尼耶H單翼機的仿製品，但福克飛機公司是仿製又改良而柏法茨是照抄。
柏法茨公司原是一家在巴伐利亞專門從事金屬零件鑄造的工廠，1913年6月3日開始生產飛機。

## 基本資料(柏法茨E-II戰鬥機機)
- 機長：6.45米
- 翼展：10.2米
- 機高：2.55米
- 空重：410公斤
- 載重：620公斤
- 翼面積：16平方米
- 發動機：1俱奧伯烏瑟爾9汽缸直立型風冷式發動機（馬力=100匹）
- 昇限：3890米
- 最快時速：150公里/小時
- 航程：220公里
- 武裝：1支在發動機後方的7.92毫米口徑IMG-08機槍
- 乘員：1人

## 發展簡史和設計特點
雖然第一次世界大戰爆發，但法國人仍依合約把莫蘭-索尼耶H單翼機的圖紙交給德國柏法茨公司，而隨著福克公司的同步射擊系統發明出來，柏法茨E單翼戰鬥機也安裝了，而和福克E單翼戰鬥機相比，柏法茨E單翼戰鬥機比較重而令其飛行性能較差。

## 主要型號
- 柏法茨E-I戰鬥機

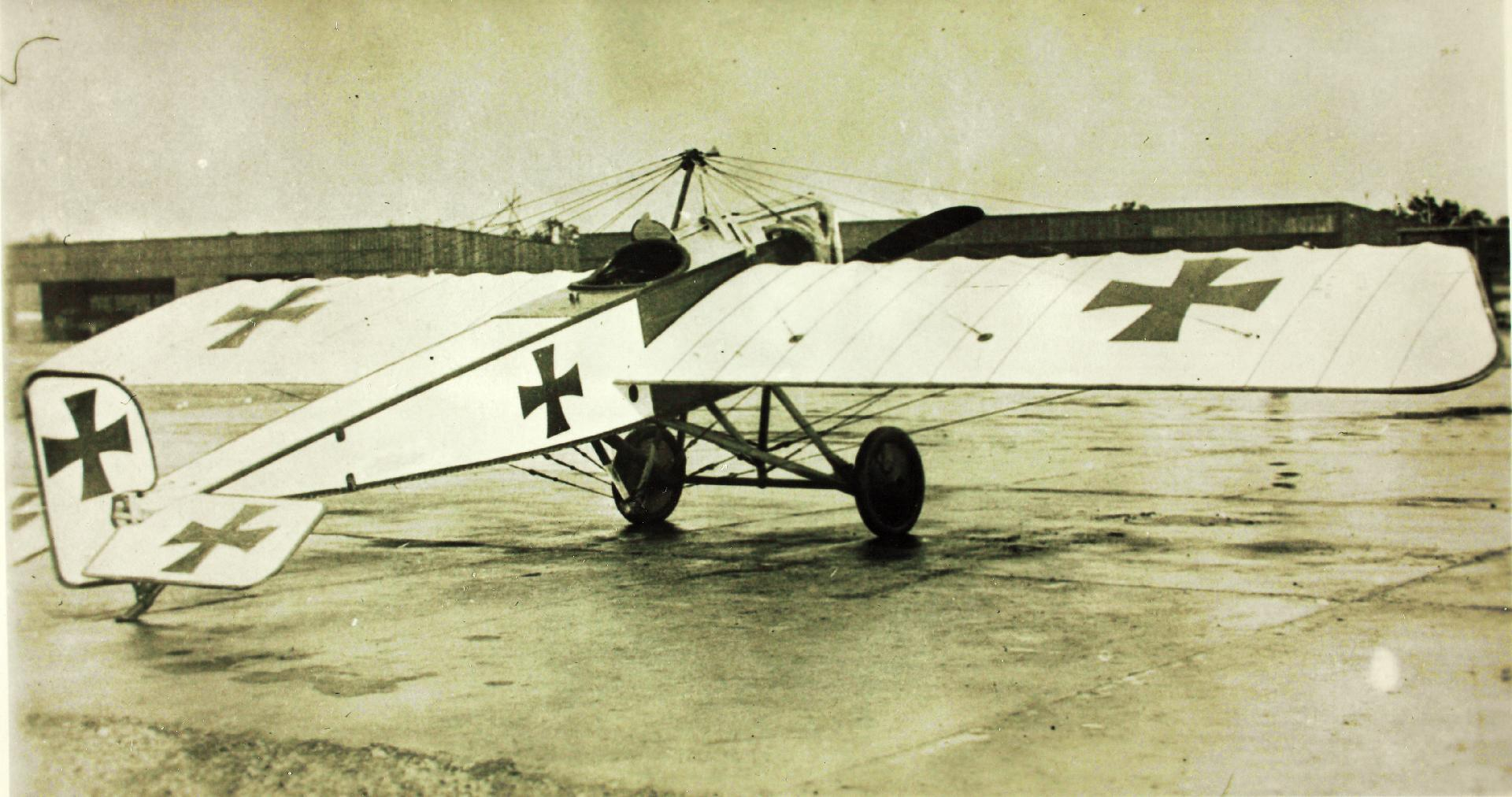
柏法茨E-IV戰鬥機

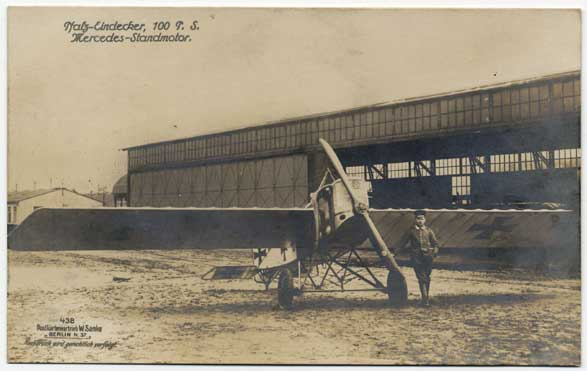
柏法茨E-V戰鬥機

除了機上的德製機槍和同步射擊系統，就和法國莫蘭-索尼耶H單翼機無分別
- 柏法茨E-II戰鬥機

發動機馬力增至100匹，速度加快，為了平衡較大馬力的發動機而加長機身和翼展
- 柏法茨E-III戰鬥機

不同於其他柏法茨E飛機，這是法國莫蘭-索尼耶L單翼機的仿製品
- 柏法茨E-IV戰鬥機

發動機馬力增至160匹，機槍增至兩挺
- 柏法茨E-V戰鬥機

發動機改為水冷式100匹馬力，機槍改回一挺
- 柏法茨E-VI戰鬥機

除了機身再加長之外，和柏法茨E-II戰鬥機一樣

## 實戰
首先裝備柏法茨E單翼戰鬥機的是德國空軍的巴伐利亞航空隊去為偵察機護航，但由於其飛行性能和福克E單翼戰鬥機相比較差，飛行員普遍認為「柏法茨E單翼戰鬥機飛行性能平庸而且不太可靠」，它們在西線的使用不多而大多用於東線，而其中的柏法茨E-VI單翼戰鬥機更是祇在後方用於飛行訓練而無用於前線。
而在協約國方面竟然不知有柏法茨E單翼戰鬥機的存在，在戰場上空遇上都當成是福克E單翼戰鬥機。

## 使用國家
- 德意志帝國
- 奥匈帝国